# Rango terapéutico
Rango terapéutico es un concepto empleado en farmacología que incluye las concentraciones plasmáticas comprendidas entre el nivel mínimo eficaz y el nivel máximo admisible.
Por ejemplo, para dos medicamentos distintos, podemos observar la diferencia entre un rango terapéutico amplio (compuesto a) y uno reducido (compuesto b)
| a; Rango terapéutico amplio | Dosis (mg/kg) | b; Rango terapéutico reducido |
| --------------------------- | ------------- | ----------------------------- |
| Efectos nocivos             | ++++++        | Efectos nocivos               |
| Rango terapéutico           | +++++         | Efectos nocivos               |
| Rango terapéutico           | ++++          | Efectos nocivos               |
| Rango terapéutico           | +++           | Efectos nocivos               |
| Rango terapéutico           | ++            | Rango terapéutico             |
| Sin efecto                  | +             | Sin efecto                    |